# Brian Peaker
Brian Ronald Peaker (* 26. Mai 1959 in London, Ontario) ist ein ehemaliger kanadischer Leichtgewichts-Ruderer. Er gewann eine olympische Silbermedaille und einen Weltmeistertitel.

## Karriere
Bei den Weltmeisterschaften 1985 belegte der kanadische Leichtgewichts-Vierer ohne Steuermann in der Besetzung Bob Thomas, Ryan Tierney, Dave Henry und Brian Peaker den fünften Platz. 1986 belegten die vier Kanadier den zehnten Platz bei den Weltmeisterschaften. Bei den Commonwealth Games 1986 gewannen die Kanadier die Bronzemedaille.
Peaker startete erst 1992 in Montreal wieder bei Weltmeisterschaften, als er mit dem Leichtgewichts-Achter den vierten Platz belegte, 1993 in Račice u Štětí gewann der kanadische Leichtgewichts-Achter den Titel. Bei den Weltmeisterschaften 1994 belegte er mit Dave Boyes den achten Platz im Leichtgewichts-Doppelzweier. 1995 bildeten Brian Peaker, Jeffrey Lay, Dave Boyes und Gavin Hassett den kanadischen Leichtgewichts-Vierer ohne Steuermann und belegten den vierten Platz bei den Weltmeisterschaften in Tampere. Bei der olympischen Premiere des Leichtgewichts-Ruderns 1996 in Atlanta siegten die Dänen mit einer halben Sekunde Vorsprung vor den Kanadiern.
Nach den Olympischen Spielen 1996 beendete Peaker seine aktive Laufbahn und wurde Trainer, gelegentlich trat er aber im Seniorenbereich noch als aktiver Ruderer an.